# تیلور (آرکانزاس)
تیلور (آرکانزاس) (به انگلیسی: Taylor, Arkansas) یک شهر در ایالات متحده آمریکا با جمعیت ۵۶۶ نفر است که در آرکانزاس واقع شده‌است.

## موقعیت جغرافیایی
موقعیت جغرافیایی شهرها و مناطق اطراف به شرح زیر است: